# Gåsinge-Dillnäs socken
Gåsinge-Dillnäs socken inrättades som en jordebokssocken 1941 genom en sammanslagning av jordebokssocknarna Dillnäs socken och Gåsinge socken. Detta skedde samtidigt som sammanslagningen av Dillnäs landskommun med Gåsinge landskommun och Dillnäs församling med Gåsinge församling. Innan sammanslagningen hörde en del av socken och kommunen Gåsinge till Dillnäs församling.
1 januari 2016 inrättades distriktet Gåsinge-Dillnäs, med samma omfattning som Gåsinge-Dillnäs församling hade 1999/2000 och fick 1941, och vari detta sockenområde ingår.

## Källhänvisningar
1. 1 2  ”Folkräkningen 1940 Volum I”. Sveriges officiella statistik. Statistiska centralbyrån. 1942. sid. 11, 14 note 8. Arkiverad från originalet den 9 oktober 2014. https://www.webcitation.org/6TCcNWXzt?url=http://www.scb.se/Grupp/Hitta_statistik/Historisk_statistik/_Dokument/SOS/Folkrakningen_1940_1.pdf. Läst 12 september 2013.
2. ↑  ”Förteckning över städer och socknar”. Riksantikvarieämbetet. 1998. sid. 17, 51. http://www.raa.se/publicerat/varia2011_43.pdf. Läst 12 september 2013.